# یواس‌اس هکبری (ای‌ان-۲۵)
یواس‌اس هکبری (ای‌ان-۲۵) (به انگلیسی: USS Hackberry (AN-25)) یک کشتی بود که طول آن ۱۶۳ فوت ۲ اینچ (۴۹٫۷۳ متر) بود. این کشتی در سال ۱۹۴۱ ساخته شد.